# Gevlekte groenuil
De gevlekte groenuil (Moma alpium) is een nachtvlinder uit de familie van de uilen, de Noctuidae. De voorvleugellengte bedraagt tussen de 17 en 20 millimeter. De soort komt verspreid over het Palearctisch gebied voor. Hij overwintert als pop, soms meerdere jaren.

## Waardplanten
Eik, en in mindere mate beuk en berk, zijn de waardplanten van de gevlekte groenuil.

## Voorkomen in Nederland en België
De gevlekte groenuil is in Nederland en België een niet zo algemene soort, die verspreid over het hele gebied kan worden gezien. De vlinder kent één generatie die vliegt van begin mei tot in september.